# Raffey Cassidy

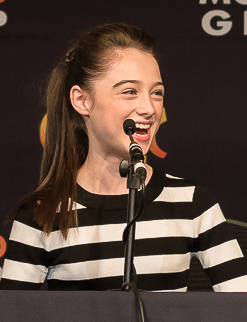
Raffey Cassidy (2015)

Raffey Camomile Cassidy (ur. 12 listopada 2001 w Manchesterze) – brytyjska aktorka, która wystąpiła m.in. w filmach Kraina jutra, Zabicie świętego jelenia i Vox Lux.

## Filmografia

### Filmy
| Rok  | Tytuł                                           | Rola                      | Uwagi       |
| ---- | ----------------------------------------------- | ------------------------- | ----------- |
| 2012 | Mroczne cienie                                  | młoda Angelique Bouchard  |             |
| 2012 | Królewna Śnieżka i Łowca                        | młoda królewna Śnieżka    |             |
| 2013 | The Beast                                       | Mia                       | krótkometr. |
| 2015 | Molly Moon and the Incredible Book of Hypnotism | Molly Moon                |             |
| 2015 | Kraina jutra                                    | Athena                    |             |
| 2015 | Rust                                            | Georgie                   | krótkometr. |
| 2016 | Miranda's Letter                                | Miranda                   | krótkometr. |
| 2016 | Sprzymierzeni                                   | Anna Vatan                |             |
| 2017 | Zabicie świętego jelenia                        | Kim Murphy                |             |
| 2018 | Vox Lux                                         | Albertine / młoda Celeste |             |
| 2019 | Córka boga                                      | Selah                     |             |
| 2020 | Nightwalk                                       | Dziewczyna                | krótkometr. |
| 2022 | Biały szum                                      | Denise                    |             |
| 2023 | Kensuke's Kingdom                               | Becky (głos)              |             |
| 2024 | Brutalista                                      | Zsófia                    |             |

### Telewizja
| Rok  | Tytuł                             | Rola               | Uwagi   |
| ---- | --------------------------------- | ------------------ | ------- |
| 2009 | Spanish Flu: The Forgotten Fallen | Ellen              | film TV |
| 2011 | 32 Brinkburn Street               | Nora               |         |
| 2012 | Stepping Up                       | Freya              |         |
| 2013 | Mr Selfridge                      | Beatrice Selfridge |         |